# Tristan Boyer
Tristan Boyer (Altadena, 21 de abril de 2001) es un tenista profesional estadounidense.

## Trayectoria
En 11 meses desde que comenzó su carrera profesional a tiempo completo en febrero de 2023, Boyer pasó del top 1500 en el ranking ATP al top 200. Ganó un título ATP Challenger, tuvo dos apariciones más como finalista, dos apariciones como semifinalista y dos apariciones como cuartofinalista.

## Títulos ATP Challenger (4; 3+1)

### Individuales (3)
| N.° | Fecha                   | Torneo                   | Superficie    | Oponente en la final | Resultado     |
| --- | ----------------------- | ------------------------ | ------------- | -------------------- | ------------- |
| 1.  | 24 de marzo de 2024     | Challenger de Mérida     | Tierra batida | Juan Pablo Ficovich  | 7-6(6), 6-2   |
| 2.  | 20 de octubre de 2024   | Challenger de Campinas   | Tierra batida | Juan Pablo Ficovich  | 6-2, 3-6, 6-3 |
| 3.  | 17 de noviembre de 2024 | Challenger de Montevideo | Tierra batida | Hugo Dellien         | 6-2, 6-4      |

### Dobles (1)
| Nr. | Fecha               | Torneo                 | Superficie    | Pareja          | Finalistas                  | Resultado Final |
| --- | ------------------- | ---------------------- | ------------- | --------------- | --------------------------- | --------------- |
| 1.  | 14 de abril de 2024 | Challenger de Sarasota | Tierra batida | Oliver Crawford | Ethan Quinn Tennys Sandgren | 6-4, 6-2        |